# Cherves-Châtelars

Cherves-Châtelars este o comună în departamentul Charente, Franța. În 1 ianuarie 2022 avea o populație de 416 de locuitori.